# Léonce Manouvrier
Léonce-Pierre Manouvrier (Guéret, 28 de junho de 1850 – Paris, 18 de janeiro de 1927 foi um antropólogo, anatomista e fisiologista francês.
Último discípulo de Paul Broca, foi a favor da igualdade entre os sexos e forte opositor às ideias de Cesare Lombroso, baseada em grande parte em estudos craniométricos que comparavam crânios de infratores e não infratores.

## Biografia
Filho de um engenheiro de pontes e estradas, Manouvrier começou seus estudos no colégio de Guéret. Durante a Guerra Franco-Prussiana de 1870, alistou-se voluntariamente e serviu por seis meses na Segunda Armada do Loire, sob o comando do general Chanzy. Posteriormente, permaneceu como reservista, atuando como médico militar com a patente de auxiliar de major.
Aluno e discípulo de Paul Broca, trabalhou sob sua orientação como preparador voluntário (entre 1878 e 1880) e, mais tarde, como preparador oficial (a partir de 1880) no laboratório de antropologia da École des Hautes Études. Manouvrier chegou a ser vice-diretor em 1900 e, após o falecimento do doutor Laborde em 1903, assumiu a direção titular do laboratório.
Em 1882 ou 1884, defendeu sua tese intitulada Recherches d'anatomie comparative et d'anatomie philosophique sur les caractères du crâne et du cerveau (Pesquisas de anatomia comparada e anatomia filosófica sobre as características do crânio e do cérebro), tornando-se doutor em medicina. No entanto, nunca exerceu a profissão médica, dedicando-se exclusivamente à pesquisa e à docência.
Professor na École d’Anthropologie desde 1881, obteve a cátedra de Antropologia Fisiológica em 1887. Trabalhou também com seu amigo, Eugène Gley, como subdiretor da estação fisiológica do Collège de France em 1904. Dentro dessa instituição, foi assistente de Grégoire Wyrouboff entre 1910 e 1913. A partir de 1900, foi secretário-geral da Sociedade de Antropologia de Paris e, em 1909, foi nomeado cavaleiro da Ordem Nacional da Legião de Honra.

## Trabalhos
Manouvrier foi um especialista em osteologia e neuroanatomia, além de demonstrar grande interesse pela psicologia e sociologia. Era um defensor fervoroso da igualdade, especialmente da ideia de que a inteligência era equivalente em homens e mulheres, afirmando que a inteligência não tinha sexo e que a diferença entre os cérebros masculino e feminino se devia à diferença de tamanho corporal e não por inteligência maior ou menor. Por essa posição, é considerado um dos primeiros feministas no campo científico.
Mais tarde, escreveu um estudo significativo sobre A interpretação da quantidade no encéfalo e, em particular, do peso do cérebro, no qual apresentou uma solução para o problema da interpretação do peso cerebral. Nesse trabalho, refutou as teorias deterministas de Cesare Lombroso e as ideias racistas de Arthur de Gobineau e Georges Vacher de Lapouge.
Influenciado pelo positivismo de Auguste Comte, Manouvrier desenvolveu um conceito chamado "Antropotécnica", que defendia a aplicação da ciência antropológica aos campos sociais, como política, moral, criminologia e higiene. Contudo, ele se afastou de alguns aspectos do positivismo comteano, aderindo ao transformismo após as descobertas de Eugène Dubois, publicadas em 1894.

## Refutando as teorias de Cesare Lombroso
Manouvrier criticou os muitos vieses presentes na teoria de Cesare Lombroso, exposta em L'homme criminel (O homem criminoso), baseada principalmente em estudos craniométricos que comparavam crânios de infratores e não infratores. Lombroso defendia que a maioria dos criminosos possuía uma predisposição inata para o crime, sendo considerados "selvagens" descendentes de linhagens muito antigas, possivelmente do Homem de Neandertal. Os trabalhos de Lombroso contribuíram para a formação de uma nova subdisciplina: a antropologia criminal.
Contudo, segundo Manouvrier, a população carcerária estudada pelo criminólogo italiano não era representativa da totalidade dos criminosos. Ele argumentava que os crimes mais sofisticados e discretos, "realizados sem alarde", escapavam à atenção da polícia, que perseguia apenas os crimes mais "escandalosos" e visíveis. Para Manouvrier, a criminalidade, como objeto de estudo para anatomistas e craniologistas, é mal definida, sendo "o resultado de uma construção social" e não uma característica natural.
Além disso, Manouvrier destacava que um traço anatômico, como o volume do cérebro, não determinava um caráter psicológico. Ele defendia que a abordagem da criminalidade deveria levar em conta fatores sociais e biográficos, considerando que são as circunstâncias vividas pelo indivíduo ao longo de sua vida que explicam o comportamento criminoso. Manouvrier escreveu: 
| “ | Não seria necessário, ao estudar o crime em relação à conformação anatômica, perguntar, em primeiro lugar, se os criminosos analisados não constituem apenas uma categoria específica entre os criminosos? Em segundo lugar, se esses criminosos não viveram em condições externas particularmente propícias para que fossem incluídos nessa categoria? E, por fim, se não é provável que esses mesmos criminosos poderiam ter sido honestos, ao menos do ponto de vista legal, caso tivessem sido submetidos a condições de vida moderadamente favoráveis à manutenção desse tipo de honestidade? | ” |

## Ossos atribuídos a Luís XVII
Em 1894, Manouvrier concordou em examinar os ossos exumados do cemitério de Sainte-Marguerite, erroneamente identificados como pertencentes a Luís XVII. Com a ajuda do doutor Magitot, Manouvrier concluiu que os ossos eram de um indivíduo provavelmente masculino, com idade entre 18 e 20 anos.

## Morte
Manouvrier morreu em Paris, em 18 de janeiro de 1927, aos 76 anos, e foi sepultado em seu departamento natal, na cidade de La Chapelle-Taillefert.